# 前316年
| 千纪： | 前1千纪 |
| 世纪： | 前5世纪 \| 前4世纪 \| 前3世纪 |
| 年代： | 前340年代 \| 前330年代 \| 前320年代 \| 前310年代 \| 前300年代 \| 前290年代 \| 前280年代                                                                                |
| 年份： | 前321年 \| 前320年 \| 前319年 \| 前318年 \| 前317年 \| 前316年 \| 前315年 \| 前314年 \| 前313年 \| 前312年 \| 前311年                                                  |
| 纪年： | 周慎靚王五年 魯平公七年 齊宣王四年 趙武靈王十年 魏襄王三年 韓宣惠王十七年 秦惠文王九年 楚懷王十三年 宋康王十三年 衛嗣君十九年 燕王噲五年 越王無彊二十七年 中山王十二年 |

## 大事记
- 秦滅巴蜀之戰，巴國、蜀國，互相攻擊，俱求救於秦惠文王，王從司馬錯計，起兵伐蜀。十月取之。貶蜀王，更號為侯，而使陳莊相蜀。蜀既屬秦，秦以益強，富厚，輕諸侯。
- 燕王噲禪讓君位於子之。
- 蘇秦既死，秦弟蘇代、蘇厲亦以游說顯於諸侯。燕相子之與蘇代婚，欲得燕權。蘇代使於齊而還，燕王噲問曰：「齊王其霸乎？」對曰：「不能。」王曰：「何故？」對曰：「不信其臣。」於是燕王專任子之。鹿毛壽謂燕王曰：「人之謂堯賢者，以其能讓天下也。今王以國讓子之，是王與堯同名也。」燕王因屬國於子之，子之大重。或曰：「禹薦益而以啟人為吏，及老而以啟為不足任天下，傳之於益。啟與交黨攻益，奪之，天下謂禹名傳天下於益而實令啟自取之。今王言屬國於子之而吏無非太子人者，是名屬子之而實太子用事也。」王因收印綬，自三百石吏已上而效之子之。子之南面行王事，而噲老，不聽政，顧為臣，國事皆決於子之。
- 在马其顿的继业者战争中，卡山德控制国王亚历山大四世及其母罗克珊娜，并处决已故亚历山大大帝的母亲奧林匹亞絲。

## 出生
- 阿爾西諾伊二世（前316–前270年），色雷斯王后，及後與她的兄長–也是丈夫–托勒密二世共同管治埃及。

## 逝世
- 歐邁尼斯（約前362年—前316年）
- 奧林匹亞絲，亚历山大大帝的母亲